# Adhemar
Adhemar, all'anagrafe Adhemar Ferreira de Camargo Neto (Tatuí, 22 aprile 1972), è un ex calciatore brasiliano, di ruolo attaccante.

## Carriera

### Club
Cresciuto nel piccolo club dell'Estrela do Porto Feliz, si trasferì al São Caetano nel 1997, ponendosi alla ribalta nazionale durante il campionato brasiliano 2000, di cui fu capocannoniere con 22 reti; prima del torneo, infatti, il giocatore era poco conosciuto in Brasile a causa della sua militanza in squadre minori. Grazie anche alla vittoria del titolo di capocannoniere il giocatore si trasferì in Europa, allo Stoccarda, con la maglia del quale debuttò segnando tre reti. Tornato in Brasile, si è legato principalmente alla sua ex squadra, il São Caetano, dove ha chiuso la carriera nel 2006.

## Palmarès

### Club

#### Competizioni statali
- Campeonato Paulista Série A3: 1

São Caetano: 1998
- Campeonato Paulista Série A2: 1

São Caetano: 2000

### Individuale
- Capocannoniere del campionato brasiliano di calcio: 1

2000 (22 gol)